# Hessa
Hessa ou Heissa est une petite île et un district de Ålesund dans le comté de Møre og Romsdal, sur la côte de la mer de Norvège. L'île fait partie la commune de Ålesund.

## Description
L'île de 4 km2 est densément peuplée et n'est qu'une des îles sur lesquelles la ville d'Ålesund est construite. Au milieu de l'île se trouve la montagne Sukkertoppen (314 m), largement utilisée pour la marche et l'escalade.
L'île est située à l'ouest et au sud de l'île d'Aspøya, au sud de Giske et Valderøya, à l'est de Godøya et au nord de l'île de Sula.
L'île contient principalement des quartiers résidentiels concentrés autour des zones urbaines de Sævollen, Slinningen et Skarbøvik. L'île a une école primaire et une école secondaire inférieure. L'église de Skarbøvik (no) est l'église principale des habitants de l'île. L'Atlantic Sea-Park (en) est situé sur Hessa.

## Galerie

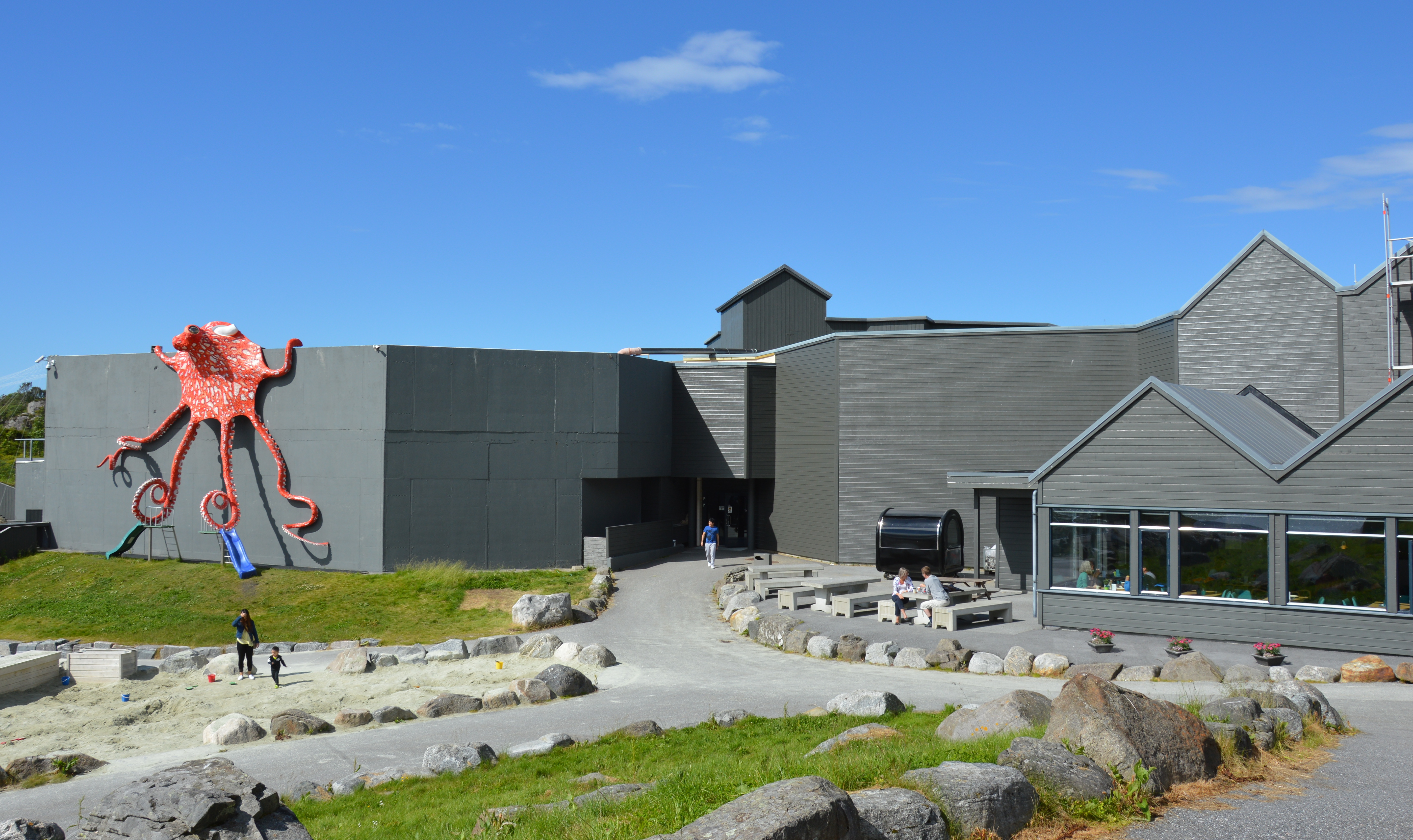
Atlantic Sea-Park
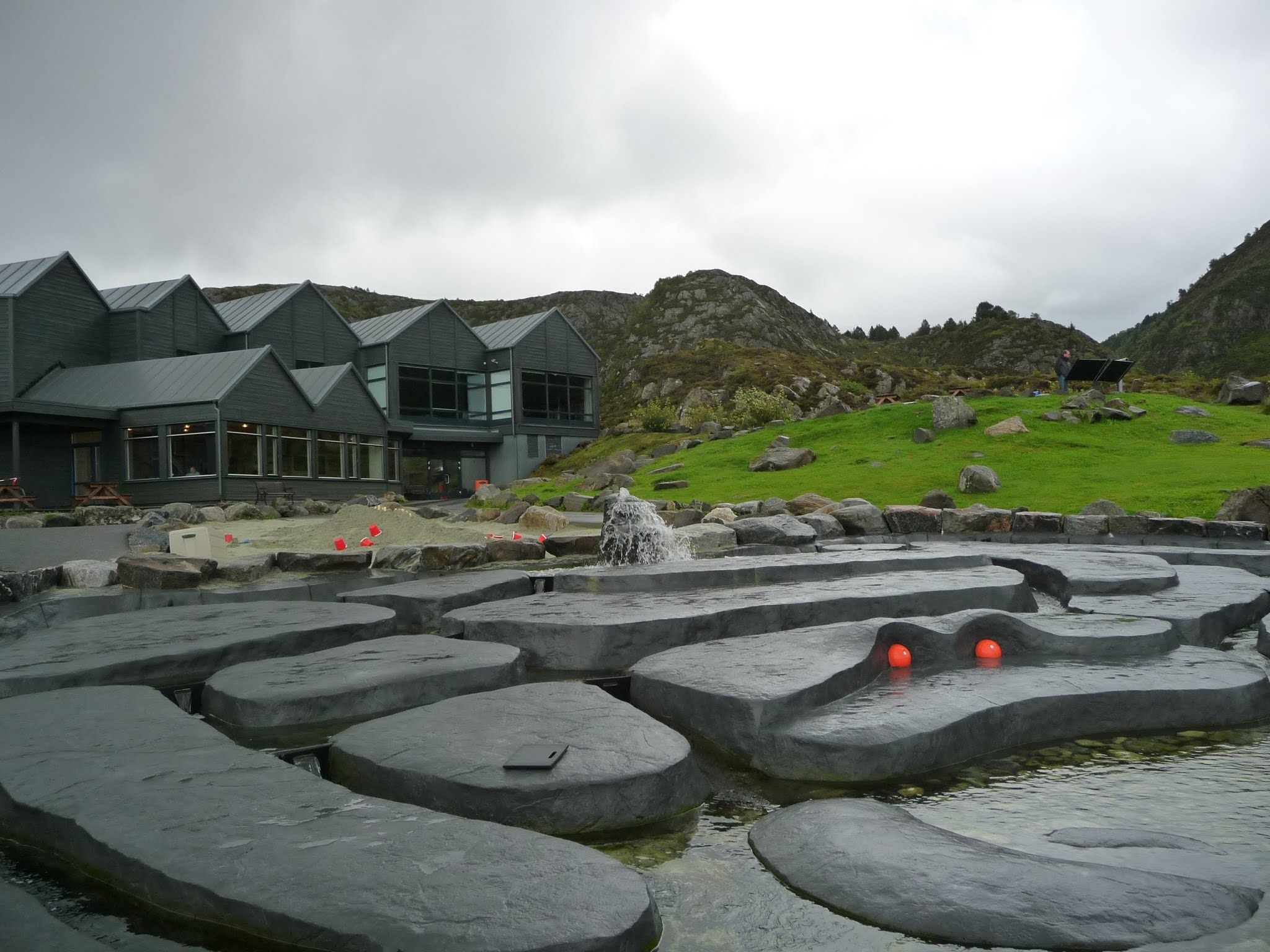
Atlantic Sea-Park